# Station Pont-de-l'Arche
Station Pont de l'Arche is een spoorwegstation in de Franse gemeente Pont-de-l'Arche.